# ميكي مادن
مايكل ألين «ميكي» مادن (Michael Allen Mickey Madden) (بالإنجليزية: Mickey Madden)‏ ويعرف أكثر باسم ميكي مادن (Mickey Madden) من مواليد 13 مايو 1979.هو موسيقي أمريكيأمريكي يعرف بكونه عازف الغيتار في فرقة مارون 5.

## روابط خارجية
- ميكي مادن على موقع IMDb (الإنجليزية)
- ميكي مادن على موقع ميوزك برينز (الإنجليزية)
- ميكي مادن على موقع ديسكوغز (الإنجليزية)
- ميكي مادن على موقع قاعدة بيانات الفيلم (الإنجليزية)